# Catinoides rotundatus
Catinoides rotundatus is een keversoort uit de familie Catiniidae. De wetenschappelijke naam van de soort is voor het eerst geldig gepubliceerd in 1969 door Ponomarenko.